# Serratobelba multidentata
Serratobelba multidentata är en kvalsterart som först beskrevs av Sandór Mahunka 1983.  Serratobelba multidentata ingår i släktet Serratobelba och familjen Suctobelbidae. Inga underarter finns listade i Catalogue of Life.